# Kinoshita Kōichi
Kinoshita Kōichi (木下 浩一 (Mộc Hạ Hạo Nhất)) sinh ngày 29 tháng 8 năm 1967 tại tỉnh Nagano là một kỳ thủ shogi chuyên nghiệp đạt cấp độ Thất đẳng người Nhật Bản mang số hiệu kỳ thủ 187 và là môn hạ của Matsuda Shigeyuki Cửu đẳng.

## Sự nghiệp
Năm 1982, Kinoshita giành chức vô địch Giải vô địch Shogi trung học toàn Nhật Bản. Tháng 12 cùng năm, ông trở thành uchi-deshi của sư phụ Matsuda, đồng thời gia nhập Trường đào tạo kỳ thủ với xếp hạng Lục cấp. Kinoshita thăng lên Tam đẳng ngay trước khi Tam đẳng League lần đầu tiên diễn ra dưới thể thức hiện tại. Tại Tam đẳng League lần thứ 2, với thành tích 10 thắng - 5 thua, ông xếp thứ nhất chung cuộc, qua đó trở thành kỳ thủ chuyên nghiệp.
Tại tổ 6 Long Vương Chiến kỳ 4 (mùa giải 1991), tuy bị loại từ vòng đầu tiên trước kỳ thủ nghiệp dư Amano Takashi, Kinoshita vượt qua vòng Tranh hạng để cuối cùng giành hạng 3 tổ 6 trước Gōda Masataka và thăng lên tổ 5. Khi ông 26 tuổi, Kinoshita chuyển nhà từ Tokyo về lại quê nhà Nagano.
Kinoshita chiến thắng tổ 5 Long Vương Chiến kỳ 12 (mùa giải 1999), thăng lên tổ 4 và giành quyền vào vòng Chung kết. Tại đó, ông vượt qua Satō Shin'ya trước khi dừng bước trước Inoue Keita tại vòng 2.
Sau 21 năm thi đấu tại hạng C2 Thuận Vị Chiến, sau mùa giải 2008, Kinoshita tự nguyện chuyển sang Free Class.

## Lối đánh
Kinoshita là một kỳ thủ toàn diện, có thể chơi các chiến pháp Cư Phi Xa như Yagura, Đối công cánh Xe cũng như các chiến pháp Chấn Phi Xa như Tứ gian Phi Xa và Tam gian Phi Xa.

## Lịch sử thăng cấp
| Ngày              | Đẳng cấp          | Ghi chú                                       |
| ----------------- | ----------------- | --------------------------------------------- |
| Tháng 12 năm 1982 | Lục cấp (6-kyu)   | Gia nhập Trường đào tạo kỳ thủ                |
| Tháng 5 năm 1987  | Tam đẳng (3-dan)  |                                               |
| 1 tháng 4, 1988   | Tứ đẳng (4-dan)   | Lên chuyên                                    |
| 8 tháng 6, 1993   | Ngũ đẳng (5-dan)  | Thắng 100 ván chính thức sau khi lên chuyên   |
| 19 tháng 2, 2001  | Lục đẳng (6-dan)  | Thắng 120 ván chính thưc sau khi lên Ngũ đẳng |
| 1 tháng 4, 2017   | Thất đẳng (7-dan) | Quy định Free Class                           |

## Thành tích chính

### Thăng/giáng hạng/tổ
Chi tiết về hạng/tổ của kỳ thủ vui lòng xem các bài Thuận Vị Chiến và Long Vương Chiến.
| Đầu mùa giải | Thuận Vị chiến | Thuận Vị chiến | Thuận Vị chiến | Thuận Vị chiến | Thuận Vị chiến | Thuận Vị chiến | Thuận Vị chiến | Thuận Vị chiến | Long Vương chiến | Long Vương chiến | Long Vương chiến | Long Vương chiến | Long Vương chiến | Long Vương chiến | Long Vương chiến | Long Vương chiến |
| Đầu mùa giải | Kỳ             | Danh Nhân      | Hạng A         | Hạng B         | Hạng B         | Hạng C         | Hạng C         | Free Class     | Kỳ               | Long Vương       | Tổ 1             | Tổ 2             | Tổ 3             | Tổ 4             | Tổ 5             | Tổ 6             |
| Đầu mùa giải | Kỳ             | Danh Nhân      | Hạng A         | Tổ 1           | Tổ 2           | Tổ 1           | Tổ 2           | Free Class     | Kỳ               | Long Vương       | Tổ 1             | Tổ 2             | Tổ 3             | Tổ 4             | Tổ 5             | Tổ 6             |
| --- | -------------- | -------------- | -------------- | -------------- | -------------- | -------------- | -------------- | -------------- | ---------------- | ---------------- | ---------------- | ---------------- | ---------------- | ---------------- | ---------------- | ---------------- |
| 1988 | 47             |                |                |                |                |                | C252           |                | 2                |                  |                  |                  |                  |                  |                  | Tổ 6             |
| 1989 | 48             |                |                |                |                |                | C223           |                | 3                |                  |                  |                  |                  |                  |                  | Tổ 6             |
| 1990 | 49             |                |                |                |                |                | C234           |                | 4                |                  |                  |                  |                  |                  |                  | Tổ 6             |
| 1991 | 50             |                |                |                |                |                | C221           |                | 5                |                  |                  |                  |                  |                  | Tổ 5             |                  |
| 1992 | 51             |                |                |                |                |                | C223x          |                | 6                |                  |                  |                  |                  |                  | Tổ 5             |                  |
| 1993 | 52             |                |                |                |                |                | C243*          |                | 7                |                  |                  |                  |                  |                  | Tổ 5             |                  |
| 1994 | 53             |                |                |                |                |                | C213*          |                | 8                |                  |                  |                  |                  |                  | Tổ 5             |                  |
| 1995 | 54             |                |                |                |                |                | C220*          |                | 9                |                  |                  |                  |                  |                  | Tổ 5             |                  |
| 1996 | 55             |                |                |                |                |                | C213*          |                | 10               |                  |                  |                  |                  |                  | Tổ 5             |                  |
| 1997 | 56             |                |                |                |                |                | C224*          |                | 11               |                  |                  |                  |                  |                  | Tổ 5             |                  |
| 1998 | 57             |                |                |                |                |                | C221*          |                | 12               |                  |                  |                  |                  |                  | Tổ 5             |                  |
| 1999 | 58             |                |                |                |                |                | C235*          |                | 13               |                  |                  |                  |                  | Tổ 4             |                  |                  |
| 2000 | 59             |                |                |                |                |                | C220*          |                | 14               |                  |                  |                  |                  | Tổ 4             |                  |                  |
| 2001 | 60             |                |                |                |                |                | C221*          |                | 15               |                  |                  |                  |                  | Tổ 4             |                  |                  |
| 2002 | 61             |                |                |                |                |                | C226*          |                | 16               |                  |                  |                  |                  | Tổ 4             |                  |                  |
| 2003 | 62             |                |                |                |                |                | C228*          |                | 17               |                  |                  |                  |                  | Tổ 4             |                  |                  |
| 2004 | 63             |                |                |                |                |                | C223*x         |                | 18               |                  |                  |                  |                  |                  | Tổ 5             |                  |
| 2005 | 64             |                |                |                |                |                | C241**         |                | 19               |                  |                  |                  |                  |                  | Tổ 5             |                  |
| 2006 | 65             |                |                |                |                |                | C226**+        |                | 20               |                  |                  |                  |                  |                  | Tổ 5             |                  |
| 2007 | 66             |                |                |                |                |                | C217*          |                | 21               |                  |                  |                  |                  |                  | Tổ 5             |                  |
| 2008 | 67             |                |                |                |                |                | C228*x         |                | 22               |                  |                  |                  |                  |                  | Tổ 5             |                  |
| 2009 | 68             |                |                |                |                |                |                |                | 23               |                  |                  |                  |                  |                  | Tổ 5             |                  |
| 2010 | 69             |                |                |                |                |                |                |                | 24               |                  |                  |                  |                  |                  |                  | Tổ 6             |
| 2011 | 70             |                |                |                |                |                |                |                | 25               |                  |                  |                  |                  |                  |                  | Tổ 6             |
| 2012 | 71             |                |                |                |                |                |                |                | 26               |                  |                  |                  |                  |                  |                  | Tổ 6             |
| 2013 | 72             |                |                |                |                |                |                |                | 27               |                  |                  |                  |                  |                  |                  | Tổ 6             |
| 2014 | 73             |                |                |                |                |                |                |                | 28               |                  |                  |                  |                  |                  |                  | Tổ 6             |
| 2015 | 74             |                |                |                |                |                |                |                | 29               |                  |                  |                  |                  |                  |                  | Tổ 6             |
| 2016 | 75             |                |                |                |                |                |                |                | 30               |                  |                  |                  |                  |                  |                  | Tổ 6             |
| 2017 | 76             |                |                |                |                |                |                |                | 31               |                  |                  |                  |                  |                  |                  | Tổ 6             |
| 2018 | 77             |                |                |                |                |                |                |                | 32               |                  |                  |                  |                  |                  |                  | Tổ 6             |
| 2019 | 78             |                |                |                |                |                |                |                | 33               |                  |                  |                  |                  |                  |                  | Tổ 6             |
| 2020 | 79             |                |                |                |                |                |                |                | 34               |                  |                  |                  |                  |                  |                  | Tổ 6             |
| 2021 | 80             |                |                |                |                |                |                |                | 35               |                  |                  |                  |                  |                  |                  | Tổ 6             |
| 2022 | 81             |                |                |                |                |                |                |                | 36               |                  |                  |                  |                  |                  |                  | Tổ 6             |
| 2023 | 82             |                |                |                |                |                |                |                | 37               |                  |                  |                  |                  |                  |                  | Tổ 6             |
| 2024 | 83             |                |                |                |                |                |                |                | 38               |                  |                  |                  |                  |                  |                  | Tổ 6             |
| Chữ đóng khung tại Thuận Vị chiến và Long Vương chiến biểu thị Khiêu chiến giả. Số nhỏ tại Thuận Vị chiến là Thuận Vị. (xĐiểm giáng hạng có sẵn / *Điểm giáng hạng phải nhận / +Điểm giáng hạng được xóa) "F" tại Thuận Vị chiến biểu thị Free Class (FX: Kỳ thủ được xếp vào Free Class / FT: Kỳ thủ tự nguyện chuyển xuống Free Class) Chữ đậm tại Long Vương chiến biểu thị chiến thắng tổ, số tổ kèm (chữ nhỏ) biểu thị kỳ thủ không chuyên. |                |                |                |                |                |                |                |                |                  |                  |                  |                  |                  |                  |                  |                  |